# Südprovinz (Ruanda)
Die Südprovinz (Kinyarwanda: Intara y'amajyepfo, franz. Province du Sud, engl. Southern Province) ist eine Provinz Ruandas. Sie wurde mit der Einführung einer neuen Verwaltungsgliederung am 1. Januar 2006 aus den ehemaligen Provinzen Gikongoro, Gitarama und Butare gebildet.

## Geographie

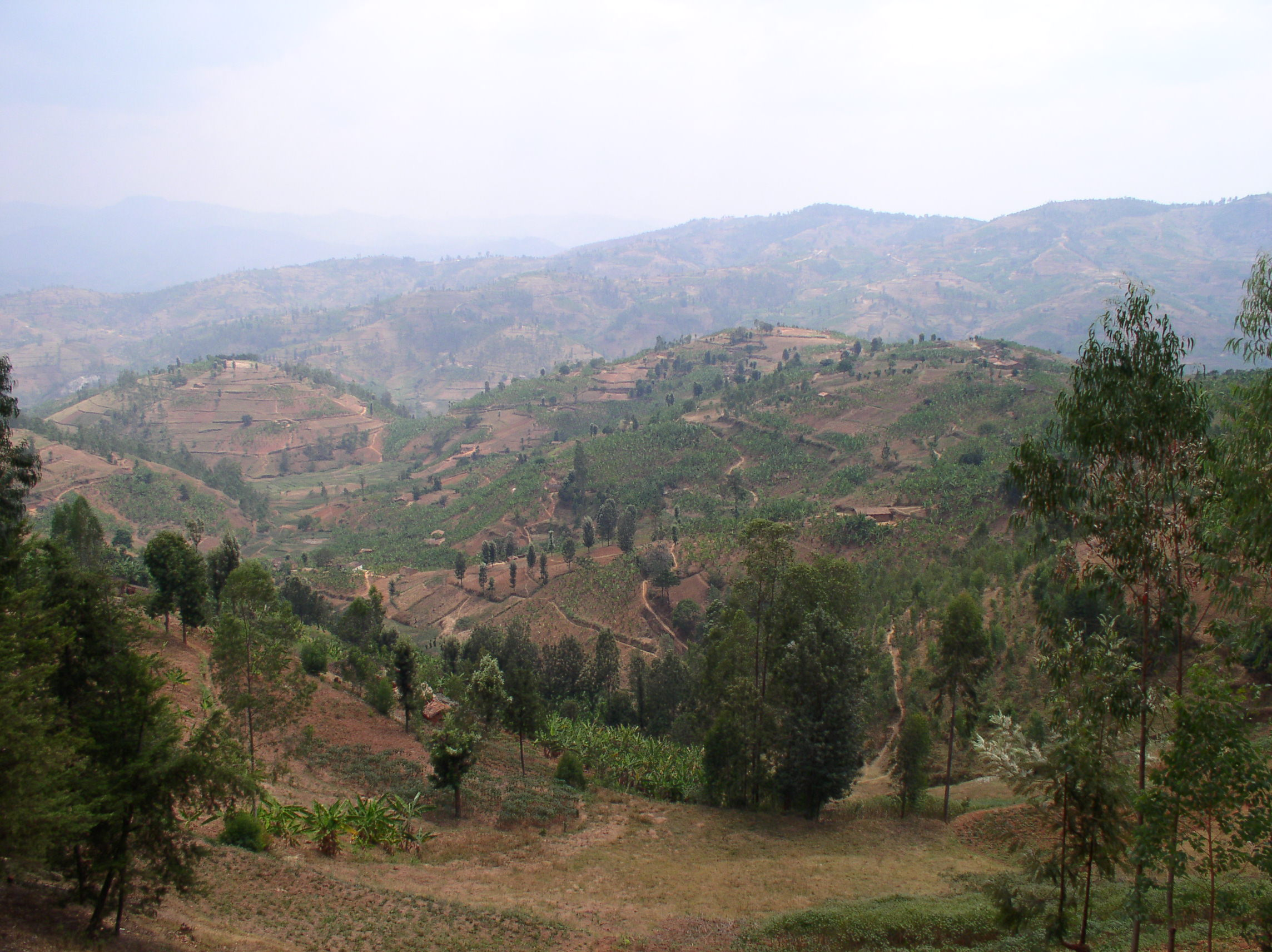
Landschaft in der Region Gitarama, 2003

Die Südprovinz besteht aus den acht Distrikten Gisagara, Huye, Kamonyi, Muhanga, Nyamagabe, Nyanza, Nyaruguru und Ruhango. Ihre Hauptstadt ist die frühere Königsresidenz Nyanza, weitere Städte sind Gikongoro, Gitarama und Butare. Im Süden grenzt die Provinz an Burundi. Die Grenze zur Ostprovinz bildet der Fluss Akanyaru.
Laut dem Zensus von 2022 leben in der Provinz 3.002.699 Einwohner.

## Wirtschaft

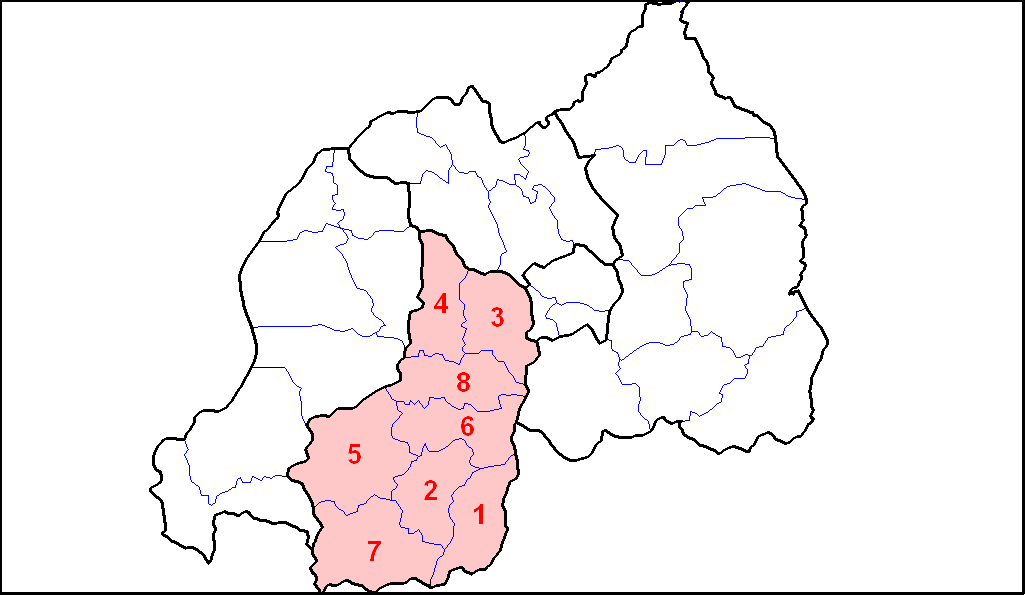
Karte der Distrikte der Südprovinz:
1. Gisagara,
2. Huye,
3. Kamonyi,
4. Muhanga,
5. Nyamagabe,
6. Nyanza,
7. Nyaruguru,
8. Ruhango

Etwa 95 % der Bevölkerung sind Selbstversorger, die von Ackerbau und Viehzucht (insbesondere Rinderhaltung) leben. Diverse Grundnahrungsmittel und als Cash Crops Tee und Kaffee (darunter der Maraba Bourbon-Kaffee) werden angebaut. Mehrere Teefabriken und Kaffeewaschstationen verarbeiten diese Erzeugnisse weiter. Es finden sich in der Südprovinz weitere Industrien wie Ziegelherstellung, Streichholzschachtelproduktion und Mineralwasserabfüllung. Das Handwerk ist hauptsächlich durch Vereinigungen organisiert.
Ferner bieten auch Transport, Kommunikation und der Handel mit Nachbarländern vielen Arbeit. Busse verbinden die Provinz mit Kigali und Bujumbura, der größten Stadt Burundis. Der Tourismus wächst.